# Ectoconus

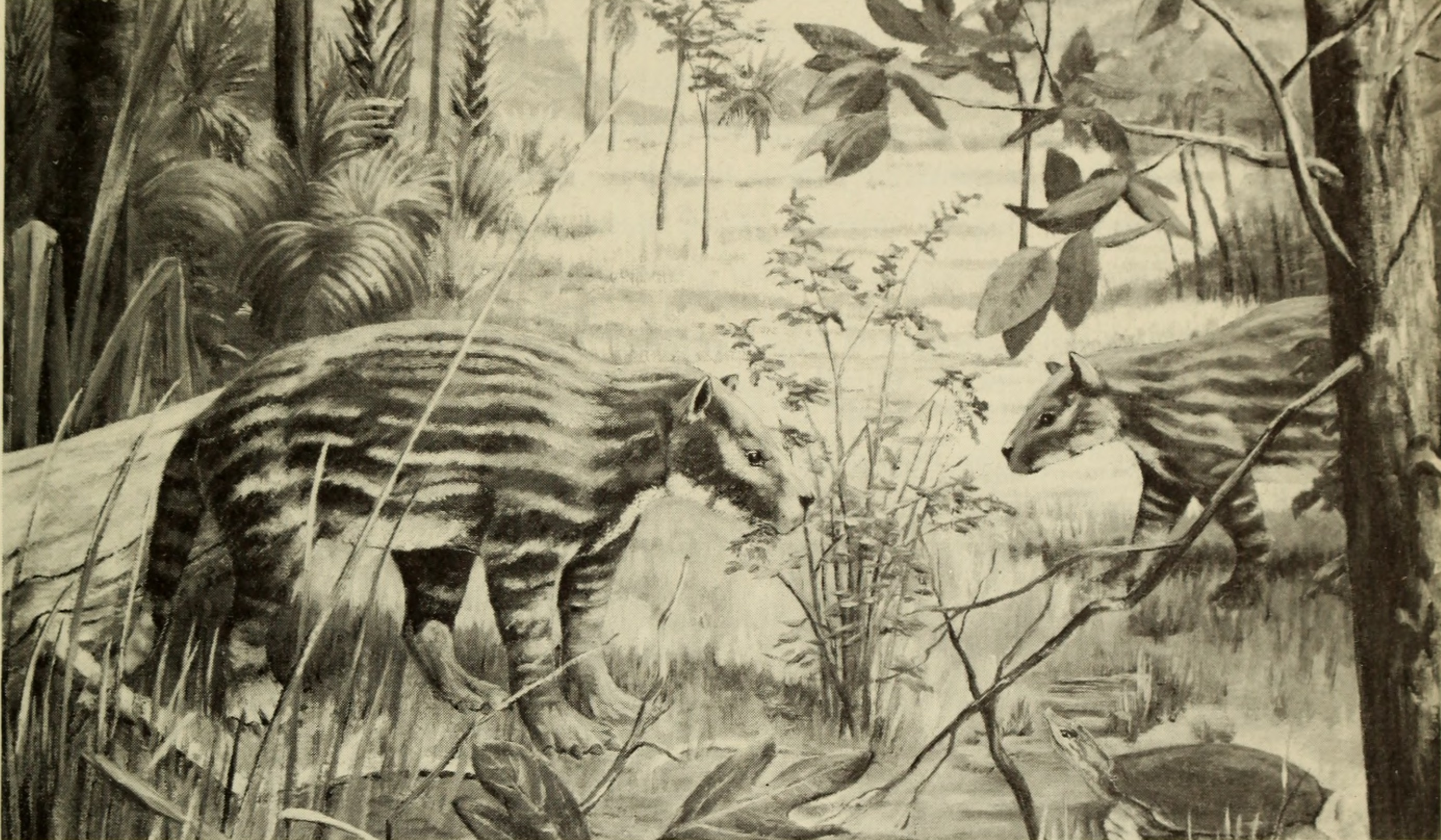

Ectoconus (грец. «зовні» (ektos), «конус» (konos)) — вимерлий рід наземних травоїдних ссавців родини Periptychidae, ендемік Північної Америки під час субепохи раннього палеоцену (66—63,3 млн років тому), його череп близько 16 см в довжину.